# Ковила гранітна
Ковила́ грані́тна (Stipa graniticola) — реліктова багаторічна рослина родини тонконогових. Ендемік Причорномор'я, занесений до Червоної книги України. Формація ковили гранітної занесена до Зеленої книги України. Декоративна і протиерозійна культура.

## Опис
Трав'яниста рослина заввишки до 70 см, щільнодернинний злак, гемікриптофіт. Стебла коротковолосисті під вузлами. Стеблові листки 3–6,5 см завдовжки та 0,9–2,7 мм завширшки. Їхні піхви зовні гостро-шорсткі від шипиків та відігнутих щетинок. Неплідні гони сизувато-зелені приблизно на 10 см коротші за стебло. Пластинки листків 1–2 мм завширшки, знизу голі та гладенькі, зверху голі, шорсткуваті, без волосків або довгих щетинок; язички яйцеподібно-трикутні; піхви дрібноволосисті.
Суцвіття — волоть, що складається з 9–15 колосків. Її вісь слабко щетинисто-волосиста, на нижньому вузлі з пензликом волосків; колоскові луски до 4,5–6,5 см завдовжки. Нижня квіткова луска 13,5–17 мм завдовжки, дві крайові смужки волосків не доходять до основи остюка, середня смужка значно довша за бокові. Остюк у нижній закрученій частині шорсткуватий, у верхній — пірчастий; гола частина остюка жовтувата, а потім світло-коричнева.

## Екологія та поширення
Ковила гранітна є світлолюбним і посухостійким видом, що зростає на гранітних відслоненнях степової зони України. Віддає перевагу недорозвиненим, сухим та бідним ґрунтам (ранкерам). Зазвичай трапляються поодинокі особини, що не створюють велике проектне покриття у травостої, зрідка сягає рівня домінантного виду. Квітне в травні-червні. Плодоносить у червні-липні. Розмножується насінням.
Ендемік Причорномор'я. На теренах України ареал розірваний на дві частини: західна охоплює Кіровоградську і Миколаївську області, східна — Донецьку і Запорізьку.

## Природоохоронний статус
Вид занесений до Червоної книги України у статусі «недостатньо відомий». Враховуючи специфічні місця зростання ковили гранітної, цей злак слід віднести до вразливих рослин. Найбільшої шкоди популяціям завдають надмірне випасання худоби, порушення ґрунту внаслідок господарської діяльності, терасування, заліснення тощо. Вид охороняється лише у філії «Кам'яні Могили» Українського степового природного заповідника.
Формація ковили гранітної (Stipeta graniticolae) занесена до Зеленої книги України. Категорія охорони: 2 (рідкісний тип асоційованості домінуючих видів; домінант (ковила гранітна) та співдомінанти (ковила волосиста і ковила українська) занесені до Червоної книги України; домінант є причорноморським  ендеміком, облігатним петрофільним видом. Статус угруповання: рідкісні угруповання (характеризуються низьким ступенем трапляння і займають незначні площі).

## Практичне значення
Як надзвичайно рідкісна і нечисельна рослина господарського значення не має, але ковила гранітна приносить користь тим, що запобігає ерозії ґрунту, особливо там, де його шар тонкий. Крім того, її можна використовувати як декоративну рослину.

## Синоніми
За даними Червоної книги України ковила гранітна є синонімом ковили дніпровської, за даними сайту The Plant List цей таксон вважається синонімом ковили пірчастої. В межах виду жодних підвидів не описано.